# Леене под налягане
Леенето под налягане (на немски: Druckguss), на английски: high pressure die casting (HPDC)) и на китайски: 壓鑄 е процес на леене на метали, характеризиращ се с подаване на стопения метал с високо налягане в леярската форма. Леярската форма е изработена от две закалени стоманени части, обработени до необходимата форма на детайла. Отливките се изработват от метали като цинк, мед, алуминий, магнезий, олово, калай, стомана както и различни видове сплави. Използваното налягане за материала и от 7 до 700 МПа, а изработваните детайли от няколко грама до десетина килограма.

## Свойства на процеса
При тази технология се произвеждат детайли с гладки, чисти повърхности и ръбове. Методът позволява по-малки дебелини на стените от тези при другите методи. Така например при изработката на детайли от цинк могат да се изработват стени с дебелина 1 мм., а при алуминий дебелина от 1,4 мм., а при особени случаи и под 1 мм.
Допуските на размерите, с които се изработват детайлите са между ±0,05 до ±0,15 мм., така че често не се налага допълнителна механична обработка. При леенето под налягане могат да се вграждат и различни готови детайли като втулки, винтове вложки и др. Вътрешните резби се изработват при използването на въртящи се при изваждането вложки. Процесът е достатъчно производителен като магат да се правят до 1000 удара на час. Леярските форми могат да издържат до 2 милиона удара без да се налага ремонта им (за цинкови сплави). При производството на алуминиеви детайли леярските форми издържат от 80,000 до 200,000 удара. 

## Технически процес
Процесът на леенето под налягане протиче при следните основни стъпки:
- Отваряне на пресформата и смазване. Смазването е необходимо, за да се отделя лесно отливката от пресформата, защитава се повърхността на формата и удължава срока на работа.
- Затваряне на пресформата. Силата на затваряне на пресформата е основен параметър на машината за леене под наляганеПри машина например с индекс 300 налягането е 300 тона. Колкото е по-висока тази стойнос, толкова по-голямо може да бъде налягането приложено върху течния метал.
- Пълнене на течен метал в камерата за пресоване.
- Пресоване чрез използването на пресоващо бутало. Бутало се задвижва чрез хидравлика или пневматика и при постъпателното му движение се запълва метала във формата.
- Сваляне на детайла от формата

## Машини за леене под налягане
Машините за леене под налягане се състоят основно от възел, осъществяващ отварянетао и затварянето на леярската форма. Основните му части включват:
- Неподвижна плоча за закрепване на едната (неподвижната) половина на леярската форма (инструмента)
- Подвижна машинна плоча за закрепване на подвижната част на леярската форма, както и хидравлични изхвъргачи.
- Четири водещи колони, осигуряващи точното затваряне на двете половинки на инструмента.
- Коляново-лостов механизъм
- Затварящ цилиндър

Втечненият метал се подава под налягане от камерата за стопяване на метала чрез бутало във формата. В зависимост от вида на използваната машина се различават методите с гореща или студена камера. 

### Машини за леене под налягане с гореща камера
Леенето под налягане с гореща камера се базира на резервоар с разтопен метал. В началото на процеса буталото на машината е изтиглено,, което позволява на разтопения метал да запълни извитата тръба (наречена още „гъша шия“). След това задействаното от хидравлика, пневматика или електрически бутало натиска метала през тръбата към леярската форма. Предимството на тази система е по-краткият цикъл (около 15 удара на минута) и удобството от топене на метала в самата машина. Неудобство е възможността за използването на този метод само при метали с по-ниска температура на топене. Не може да се използва и при алуминий, тъй като той отнема част от желязото на съда за стопилката.

### Cold-chamber die casting
Тази технология се използва тогава, когато използваният метал не може да се използва с гореща камера. Процесът започва със стопяването на метала в отделна пещ. След това точното количество метал се транспортира до машината, където запълва ненагрятата камера за пресоване. След това този материал се транспортира до инструмента от хидравлично или механично бутало. Най-големият недостатък на тази технология е по-бавният цикъл, поради необходимостта от транспортиране на метала от пеща до студената камера.
- Отворен инструмент и дюзата за щприцване
- Машина за производство-комплект